# Æggesnaps
Æggesnaps er en dessert af rå æggeblomme og sukker, der piskes til det stivner. Blandingen bruges i mange kager. Æggesnaps kendes fra 	novellen En æggesnaps - og andre noveller af Tove Ditlevsen, men sikkert også tidligere, f.eks. kendes  Eggnog tilbage til slutningen af 1700-tallet.  Æggesnaps kaldes også røræg. - selvom røræg dog typisk bruges om en anden æggebaseret ret. 